# Stekenjokks koppargruva

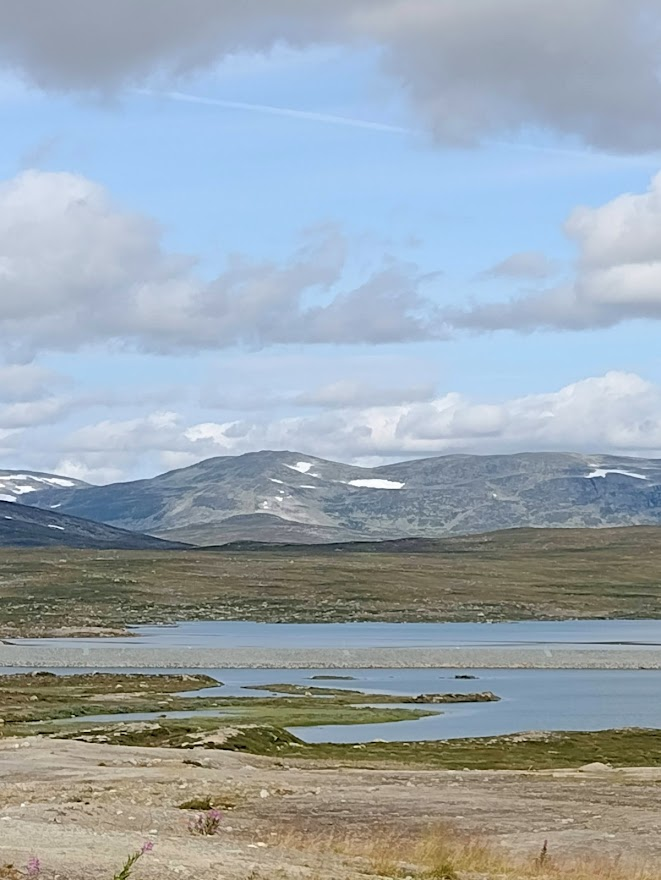
Stekenjokk med de rester av gruvan som finns kvar idag.

Stekenjokks koppargruva var en gruva för brytning av koppar i Vilhelmina kommun. Den öppnades 1976 av Boliden Mineral AB och lades ned 1988. 
Tillredningsarbetena påbörjades sommaren 1973 med bland annat rampdrivning, byggande av kontor, verkstad och anrikningsverk. Malmen anrikades vid gruvan, och transporterades med lastbil till Lövliden för vidare befordran med järnväg till Rönnskärsverken. Gruvan lades ned 1988 på grund av lönsamhetsproblem. Gruvdriften skedde till största delen under jord med så kallad igensättningsbrytning.
Företaget Bluelake Mineral AB, med dotterbolaget Joma Gruver A/S, har sedan 2017 utrett återupptagande av brytning av närbelägna Jomagruvan i Norge, och därvid också Stekenjokkgruvan.

## Bildgalleri

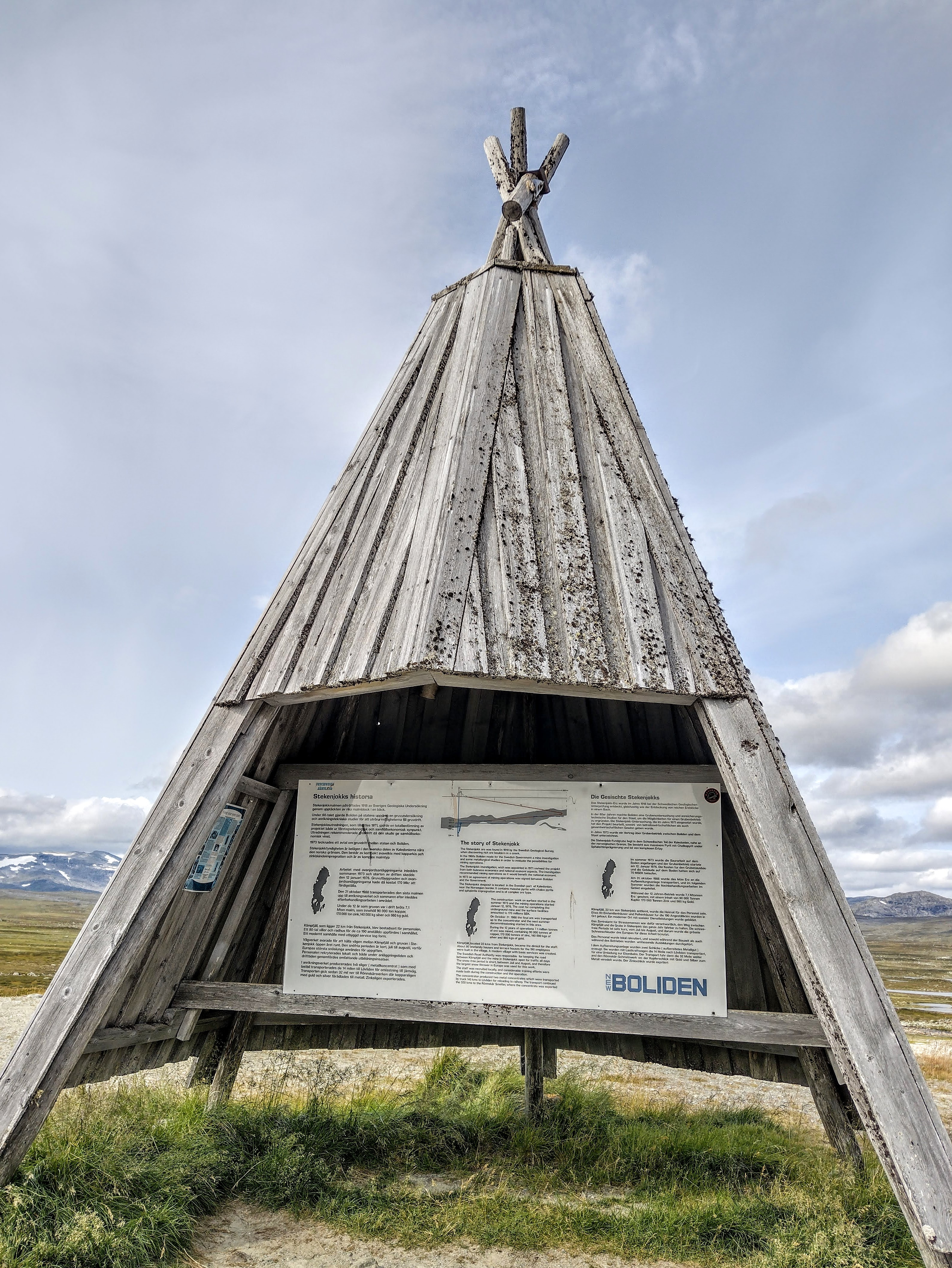
Historik om gruvan på platsen.
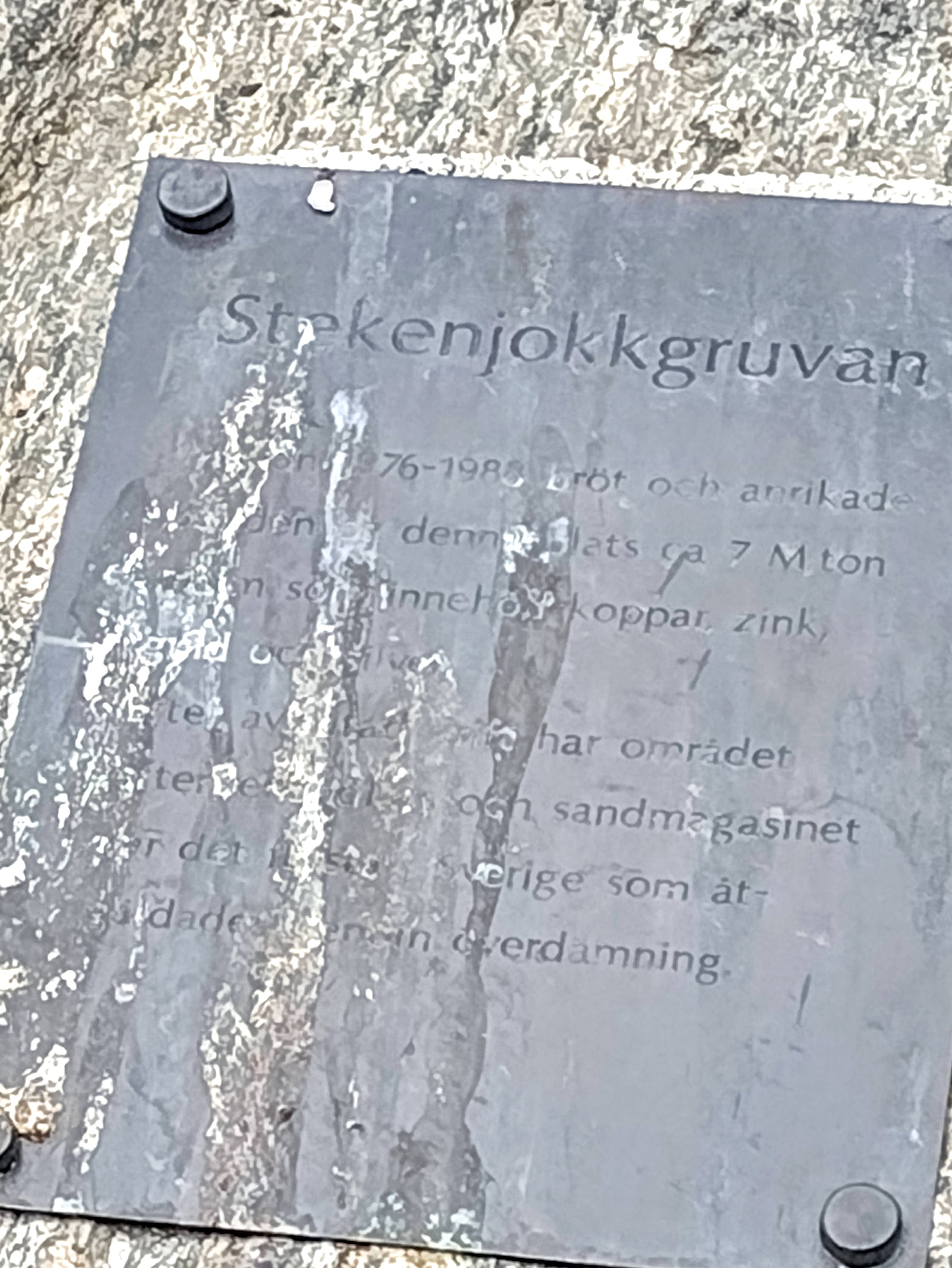
Minnesstenen om gruvan.